# Mørk busklærke
Mørk busklærke (Pinarocorys nigricans) er en spurvefugl, der lever i det sydlige Centralafrika.